# فيليكس بيكر
فيليكس بيكر (بالألمانية: Felix Becker)‏ (و. 1964 – م) هو مبارز بالسيف، من ألمانيا، ولد في دارمشتات، شارك في ألعاب الأولمبياد الصيفية 1996، وألعاب أولمبية صيفية 1992، وألعاب أولمبية صيفية 1988.

## روابط خارجية
- فيليكس بيكر على موقع الاتحاد الدولي للمبارزة (الإنجليزية)
- فيليكس بيكر على موقع أوليمبيديا (الإنجليزية)